# Izotony
Izotony – nuklidy pierwiastków mające tę samą liczbę neutronów (n0) w jądrze atomowym, na przykład:
- ²H i ³He,
- 13C i 14N.

Nazwa izoton została utworzona analogicznie do nazwy izotop przez zamianę litery p na n, co symbolizuje zmianę stałej liczby protonów na stałą liczbę neutronów.